# Mosaiceratops

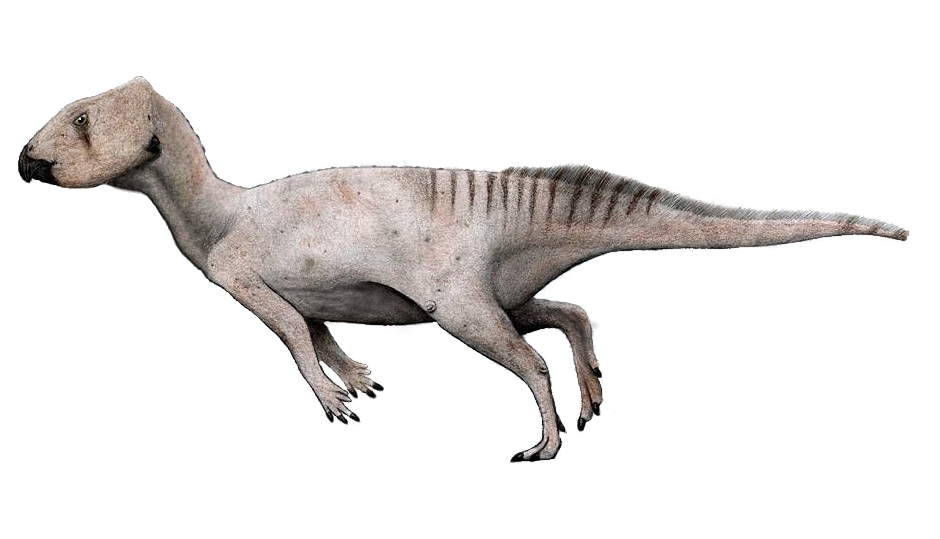
Mosaiceratops

Mosaiceratops azumai is een plantenetende ornithischische dinosauriër, behorend tot de Ceratopia, die tijdens het late Krijt leefde in het gebied van het huidige China.

## Vondst en naamgeving
Op de westoever van de Tuanhe in de prefectuur Neixiang in Henan werd het skelet gevonden van een kleine ceratopiër. Het fossiel werd geprepareerd door Sheng Yiming en Yu Chaohe.
In 2015 werd de typesoort Mosaiceratops azumai benoemd en beschreven door Zheng Wenjie, Jin Xingsheng en Xu Xing. De geslachtsnaam is een samentrekking van het Latijnse mosaicus, een verwijzing naar de mozaïekevolutie waarvan de soort een treffend voorbeeld zou zijn vooral wat betreft het ontbreken van de premaxillaire tanden, en een verwijzing naar de Ceratopia, de "hoorngezichten". De soortaanduiding eert de Japanse paleontoloog Yoichi Azuma, de ontdekker van Archaeoceratops.
Het holotype, ZMNH M8856, is gevonden in een laag van de Xiaguanformatie die dateert uit het Turonien-Campanien. Het bestaat uit een gedeeltelijk skelet met schedel en onderkaken. Bewaard zijn gebleven: de voorkant van schedel en onderkaken, een mogelijk schedeldak, drie halswervels, drie ruggenwervels, ribben, achttien achterste staartwervels, chevrons, het rechteropperarmbeen, het spaakbeen, beide darmbeenderen, het linkerzitbeen, beide dijbeenderen, beide scheenbeenderen, het linkerkuitbeen, het linkersprongbeen, het linkerhielbeen, middenvoetsbeenderen, teenkootjes en wat botfragmenten. De beenderen zijn slechts zeer ten dele in verband gevonden. Ze maken deel uit van de collectie van het Zhejiang Museum of Natural History.

## Beschrijving

### Grootte en onderscheidende kenmerken

Mosaiceratops in grootte vergeleken met een mens

Mosaiceratops is ongeveer anderhalve meter lang.
De beschrijvers wisten enkele onderscheidende kenmerken vast te stellen. Sommige daarvan waren unieke afgeleide eigenschappen ofwel autapomorfieën. Vóór het raakvlak tussen de praemaxilla en het bovenkaaksbeen bevindt zich een kromme groeve. De voorste tak van het jukbeen is langwerpig met een min of meer evenwijdig lopende bovenrand en onderrand. Het hoofdlichaam van het jukbeen onder de oogkas draagt twee bultjes. Het uiteinde van de bovenrand van het achterblad van het darmbeen is schuin naar boven en achteren gericht.
Daarnaast is er een unieke combinatie van op zich niet unieke kenmerken. De praemaxilla is tandeloos. In zijaanzicht is de praemaxilla iets groter dan het bovenkaaksbeen. Het neusbeen loopt onder het neusgat uit. Het jukbeen heeft de vorm van een omkeerde T. Het postorbitale is T-vormig met slanke takken naar het jukbeen en het squamosum. De binnenste tak van het squamosum steekt schuin naar binnen en voren. De voorste tak van het squamosum is enkelvoudig in plaats van gevorkt. De tubercula basilaria van de onderste hersenpan zijn gescheiden door een brede inkeping in het midden.

### Skelet

#### Schedel
De schedel heeft een lengte van 155 millimeter. In bovenaanzicht heeft de kop een driehoekig profiel van de brede jukbeenderen naar voren uit spits toelopend. Het neusgat is hoog geplaatst met de onderrand boven de onderrand van de oogkas. De fenestra antorbitalis is driehoekig met een scherpe achterrand en onderrand.

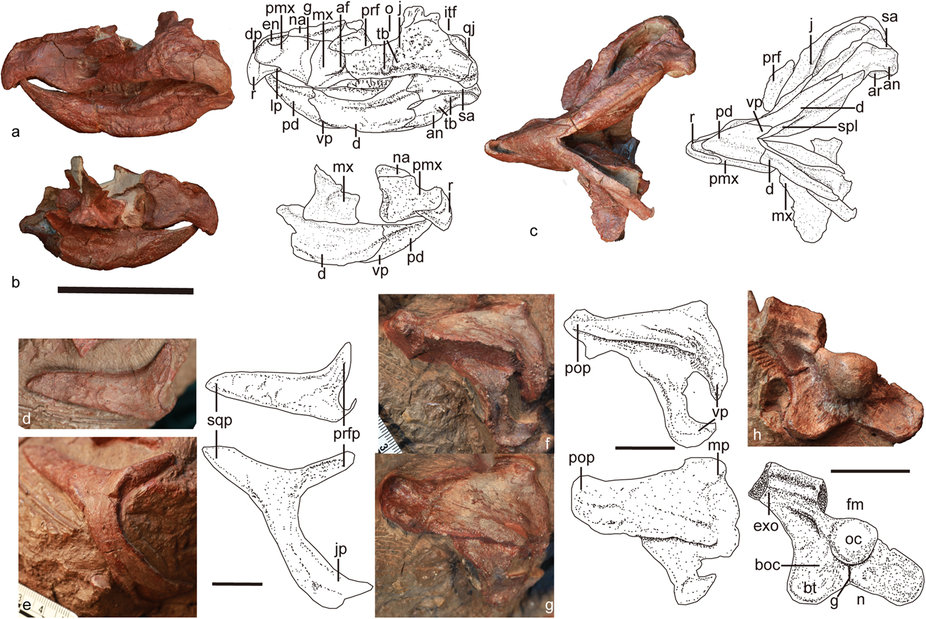
Details van de schedel

Het voorste schedelbot, het centrale rostrale dat de beenkern vormt van de bovensnavel, heeft geen kiel, een basaal kenmerk. Een typisch neoceratopisch kenmerk is dat het rostrale achterste uitlopers heeft die over de onderranden van de praemaxillae lopen. Afwijkend is dat de rechthoekige praemaxilla achteraan hoger is als bij Archaeoceratops; het is echter wat langer en lager dan bij dat geslacht. In zijaanzicht is de praemaxilla groter dan het bovenkaaksbeen. Dat kenmerk wordt binnen de Ceratopia slechts gedeeld met Psittacosaurus. Een andere overeenkomst daarmee is dat de snavel scherpe tandloze snijranden bezit die bij de meeste verwanten stomper zijn. Een halfcirkelvormige groeve ligt voor de beennaad tussen praemaxilla en bovenkaaksbeen, met de holle zijde naar achteren gericht. De tandrij is relatief diep ingesprongen en omvat minstens tien tanden. Net als bij Psittacosaurus heeft het, hoornloze, neusbeen een tak die onder het neusgat doorloopt. Het T-vormige jukbeen heeft onder de oogkas een laag en rechthoekig hoofdlichaam met een evenwijdige bovenrand en onderrand, afwijkend van het driehoekige, naar voren puntig aflopende, profiel bij verwanten. De buitenzijde heeft een opvallende versiering met bulten. Dicht bij de onderrand liggen twee bultjes die van verwanten onbekend zijn. Het jukbeen draagt een lage hoorn maar er is geen apart epijugale. Zoals typisch is voor Neoceratopia die meer afgeleid staan dan Liaoceratops, is van het quadratojugale meer van achteren zichtbaar dan van de buitenste zijkant.
Het postobitale is driestralig met een korte voorste tak en een langwerpige neergaande en achterste tak net als bij Psittacosaurus. Dat wijkt af van de driehoekige vorm bij basale Neoceratopia die een kortere neergaande tak bezitten en een robuustere achterste tak. De voorste tak van het squamosum is niet gevorkt wat gedeeld wordt met Yinlong en Psittacosaurus; een andere overeenkomst is dat de middelste tak schuin naar voren steekt. Bij meer afgeleide basale Neoceratopia is de voorste tak wel gevorkt.
De achterhoofdknobbel heeft de ronde vorm met nek die typisch is voor Neoceratopia. Normaal is ook dat het achterhoofdsgat wat groter is dan de knobbel. Montanoceratops is de uitzondering. Er zijn grote brede tubera basilaria zoals bij alle Ceratopia. Tussen die afhangende uitsteeksels loopt een ondiepe middengroeve zoals bij Montanaceratops. Yinlong en andere basale Neoceratopia hebben daar een middenrichel. De tubera basilaria worden gescheiden door een brede inkeping als bij Psittacosaurus. Die afwezig of nauwelijks gevormd bij andere Neoceratopia.

#### Onderkaken
Zoals typisch voor basale Neceratopia is de horizontale tak van de onderkaak laag en verbreedt zich in onderaanzicht naar achteren; bij Yinlong, Psittacosaurus en Chaoyangsaurus blijft die van een constante breedte. Ook typisch is dat een derde van de lengte achter de processus cornoides ligt. Bij nog basalere Ceratopia en Psittacosaurus is dat gedeelte relatief korter.
De beenkern van de ondersnavel, het centrale predentarium, is relatief lang met een sterk omhoog gebogen scherpe punt die in de bovensnavel paste. Dit is typisch voor basale Neoceratopia: bij Liaoceratops, Yinlong, Chaoyangsaurus en Psittacosaurus is de punt korter en stomper. Zoals bij veel Ceratopia zijn de bovenranden afgeschuind. Het predentarium heeft een centraal onderste achterste uitsteeksel dat gevorkt is. Vooraan is er een scherpe middenkiel.
Het dentarium of os dentale heeft een onderste beenplaat die naar buiten gericht is zoals in Liaoceratops; bij Psittacosaurus is deze plaat naar beneden gericht. De processus cornoides is laag maar nog steeds hoger dan bij basale Ceratopia en Psittacosaurus. Het uitsteeksel is van de tandrij gescheiden door een, brede, holte, een afgeleid kenmerk. Het dentarium heeft minstens elf tandposities.
Het spleniale beperkt zich tot de binnenwand van de kaak en is van onder nauwelijks zichtbaar. Het loopt naar voren tot het niveau van de punt van het gevorkte uitsteeksel van de predentarium. Dat komt overeen met de toestand in Liaoceratops en Leptoceratops maar verschilt van Archaeoceratops.
Het surangulare is korter dan het dentarium. Hun beennaad staat haaks op de kaaklijn. Zoals bij de meeste basale Neoceratopia beslaat het surangulare meer dan de helft van het kaakgewricht; het binnendeel wordt gevormd door het articulare. Tussen beide delen loopt een duidelijke richel. Het gewricht vormt een ovale verheffing die van boven licht uitgehold is; bij Pisttacosaurus is het gewricht plat. Er is een kort retroarticulair uitsteeksel, de hefboom om de muil te openen. Het angulare aan de achterste onderhoek van de haak draagt twee kleine bultjes aan het achtereinde. De grotere van de twee ligt op de beennaad met het surangulare. De kleinere bult ligt er schuin voor en lager. Ze worden verbonden door een lage richel die naar beneden uitloopt naar de onderste beenplaat van het dentarium.

#### Tanden

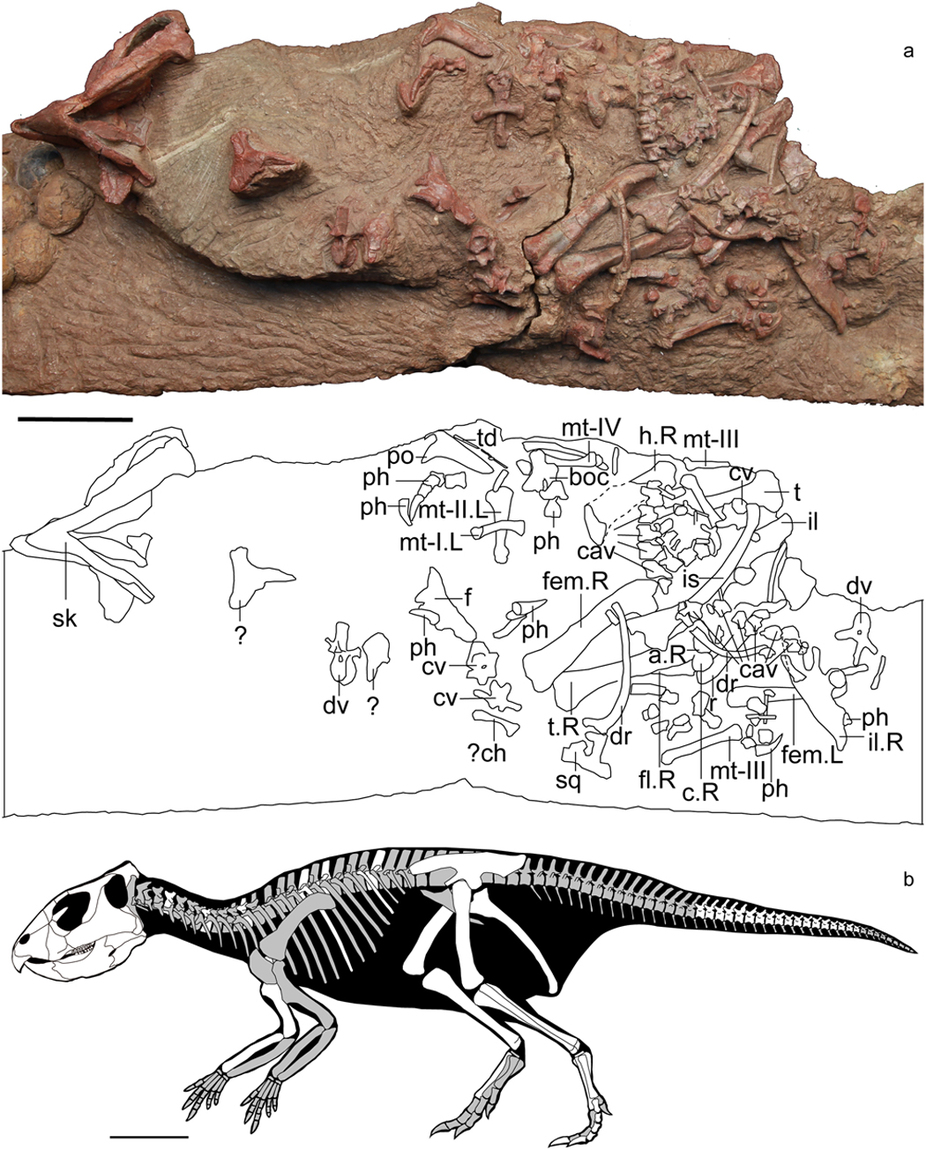
Het fossiel, een diagram en een skeletreconstructie

Dat de premaxillaire tanden ontbreken is een afgeleid kenmerk dat bij basale Ceratopia alleen bij Psittacosaurus voorkomt. Afgeleide groepen als de Leptoceratopidae, Bagaceratopidae en Ceratopidae missen ze.
De maxillaire tanden van de bovenkaak hebben aan de buitenzijde een lage hoofdrichel die naar achteren staat in de richting van de tandrij, net als bij Archaeoceratops. De hoofdrichel is smal met een constante breedte net als bij Psittacosaurus lujiatunensis, Psittacosaurus sinensis en Archaeoceratops maar afwijkend van de meeste soorten van Psittacosaurus, en van Yinlong en Auroraceratops waar de richel naar het spits taps toeloopt. Voor de richel liggen twee of drie secundaire richels die evenwijdig aan elkaar lopen maar schuin op de hoofdrichel staan. De tanden hebben een enkele wortel zoals bij alle Ceratopia behalve de Ceratopidae.
Bij de dentaire tanden van de onderkaak ligt de hoofdrichel op de binnenzijde, de kant die niet afslijt, en zijn er drie tot vier secundaire richels die meestal schuin op de hoofdrichels staan. Ook hier is de hoofdrichel smal.

#### Postcrania
De voorste halswervels hebben een kiel die naar achteren lager wordt. De doornuitsteeksels in de nek hebben tot anderhalfmaal de hoogte van het wervelcentrum.
Zoals bij de meeste basale Neceratopia staat de kop van het opperarmbeen naar binnen in achteraanzicht. In bovenaanzicht is de kop een halve bol met een verdikte bult die naar achteren doorloopt. Dit verschilt van de zwak ontwikkelde kop bij Psittacosaurus. De schacht heeft een relatief lange deltopectorale kam di enaar voren uitsteekt en breed uitloopt. De kam is beperkt tot de bovenst helft van de schacht; bij ceratopiden loopt die door over de onderste helft. Van de onderste gewrichtsknobbels steekt de binnenste wat verder naar beneden dan de buitenste, zoals typisch is voor Neoceratopia.
Bij het darmbeen is het bovenprofiel licht bol met het hoogste punt boven het heupgewricht. Het achterblad heeft een bolle afronding bovenaan net als bij Archaeoceratops, Yamaceratops en Auroraceratops. Het smalle aanhangsel voor het schaambeen steekt schuin naar voren. Het aanhangsel voor het zitbeen is veel robuuster en draagt een grote bolle antitrochanter die in de heup de reactiekrachten van het lopen opvangt. De schacht heeft een ovale dwarsdoorsnede zoals bij Auroraceratops, niet afgeplat als bij meer afgeleide vormen. Het zitbeen eindigt met een zwakke buiging naar beneden in een ruwe zwelling zoals typisch voor basale Neoceratopia maar afwijkend van de sterkere buiging bij ceratopiden.
Het dijbeen is zwak naar voren gebogen. De vierde trochanter, de aanhechting voor de retractorspier van de staart, is groot en maar licht afhangend als bij de meeste Ceratopia buiten de ceratopiden. Het scheenbeen heeft een rechte schacht en is langer dan het dijbeen, de basale toestand. De voet is lichtgebouwd en langwerpig met een ingesnoerde middenvoet en langwerpige teenkootjes. De voetklauwen zijn slank en puntig, de basale vorm. Een facultatief tweevoetige gang lijkt hierdoor niet uitgesloten.

## Fylogenie
Mosaiceratops is binnen de Ceratopia in de Neoceratopia geplaatst, als meest basale soort van die groep, net onder Aquilops. Een basaal kenmerk is het T-vormige postorbitale met lange takken. Eigenaardig is dat Mosaiceratops geen premaxillaire tanden heeft, net als de zustergroep van de Neoceratopia de Psittacosauridae maar anders dan de meer afgeleide Protoceratops. Binnen de cladistische analyse die de beschrijvers uitvoerden, bleek de eenvoudigste verklaring te zijn dat premaxillaire tanden zich binnen de Neoceratopia minstens tweemaal opnieuw hadden ontwikkeld — het alternatief zou namelijk zijn dat ze een half dozijn keer apart zouden zijn verloren. Een andere, minder waarschijnlijke, mogelijkheid was een basale plaatsing van Mosaiceratops binnen de Psittacosauridae, welke groep dan oorspronkelijk veel meer op de Neoceratopia moet hebben geleken dan tot nu toe aangenomen.
Een studie uit 2017 vond Mosaiceratops in een wat minder basale positie, hoger in de stamboom staand dan Aquilops of Liaoceratops.